# Клюквенный (Алтайский край)
Клюквенный — посёлок в Троицком районе Алтайского края. Входит в состав Гордеевского сельсовета.

## География
Расположен в центральной части края.
Климат
континентальный. Средняя температура января −19 °C, июля +19,9 °C. Годовое количество атмосферных осадков 450 мм.

## История
Решением Троицкого райисполкома от 11 мая 1960 г. № 171 населённому пункту 4-е отделение госптицеплемсовхоза «Пролетарий» присвоено наименование посёлок Клюквенный.

## Население
| 1997 | 1998 | 1999 | 2000 | 2001 | 2002 | 2003 | 2004 | 2005 |
| ---- | ---- | ---- | ---- | ---- | ---- | ---- | ---- | ---- |
| 198  | ↘188 | ↗189 | ↘183 | ↗189 | ↘164 | ↘152 | ↗165 | ↘134 |
| 2006 | 2007 | 2008 | 2009 | 2010 | 2011 | 2012 | 2013 |      |
| ↘132 | ↘119 | ↘104 | ↘102 | ↘62  | ↘61  | ↘55  | ↘51  |      |

Национальный состав
Согласно результатам переписи 2002 года, в национальной структуре населения русские составляли 91 % от 160 чел.

## Инфраструктура
Действовало отделение госптицеплемсовхоза «Пролетарий».

## Транспорт
Клюквенный доступен автомобильным транспортом.
Проходит автодорога регионального значения «Кытманово — Порошино — Клюквенный — а/д Р-256» (идентификационный номер 01 ОП РЗ 01К-71).